# یواس‌اس فلورانس (اس‌پی-۱۷۳)
یواس‌اس فلورانس (اس‌پی-۱۷۳) (به انگلیسی: USS Florence (SP-173)) یک کشتی بود که طول آن 124' بود. این کشتی در سال ۱۹۰۳ ساخته شد.